# 皎口水库
皎口水库位于中国浙江省宁波市海曙区樟溪上游的大皎、小皎二溪汇合处章水镇密岩村,是以防洪、供水为主，兼有发电、灌溉功能的大（二）型水库。位于周公宅水库下游。
2007年8月皎口水库开始实施加固改造工程建设，工程总投资5246万元。